# Yvonne de Pfeffel
Yvonne de Pfeffel, née le 30 juillet 1883 à Paris 9e et morte le 3 novembre 1958 à Truro en Cornouailles, est une joueuse de tennis française du début du XXe siècle.

## Biographie
Yvonne Marie Renée de Pfeffel est la fille de Hubert, baron de Pfeffel, et d'Hélène Arnous-Rivière. Par sa mère, elle est la petite-fille du célèbre joueur d'échecs Jules Arnous de Rivière. Son père est le petit-fils de Paul-Charles de Wurtemberg. Elle a une sœur aînée, Marie-Louise (1882-1944), arrière-grand-mère du Premier ministre Boris Johnson.
Associée à Max Decugis, elle a remporté deux titres consécutifs de champions de France de double mixte en 1905 et 1906. En simple, elle a échoué en finale de l'édition 1905, remportée par Kate Gillou Fenwick. S'appuyant sur un bon coup droit, elle a acquis des victoires à Homburg et en Suisse.
Membres du Tennis club de Paris depuis 1902, Yvonne et Marie-Louise de Pfeffel ont fait partie des meilleures joueuses de tennis française du début du 20e siècle au même titre qu'Yvonne Prévost et les sœurs Katie et Antoinette Gillou. En plus du tennis, elles excellent également dans les compétitions de ping-pong.
Interne des hôpitaux de Paris, elle est chef de laboratoire à l'hôpital Bretonneau. Elle a été la seule femme admise au concours de médecine en 1910. Comme sa sœur, elle s'installe ensuite en Cornouailles où elle décède en 1958, célibataire et sans descendance. Elle possédait une propriété à Cahors qui a été rachetée par son petit-neveu Stanley Johnson en 2022.

## Palmarès (partiel)

### Finale en simple dames
| No | Date       | Nom et lieu du tournoi       | Catégorie | Surface      | Vainqueure  | Score     |          |
| -- | ---------- | ---------------------------- | --------- | ------------ | ----------- | --------- | -------- |
| 1  | ??/05/1905 | Championnat de France, Paris |           | Terre (ext.) | Kate Gillou | 6-0, 11-9 | Parcours |

### Titre en double dames

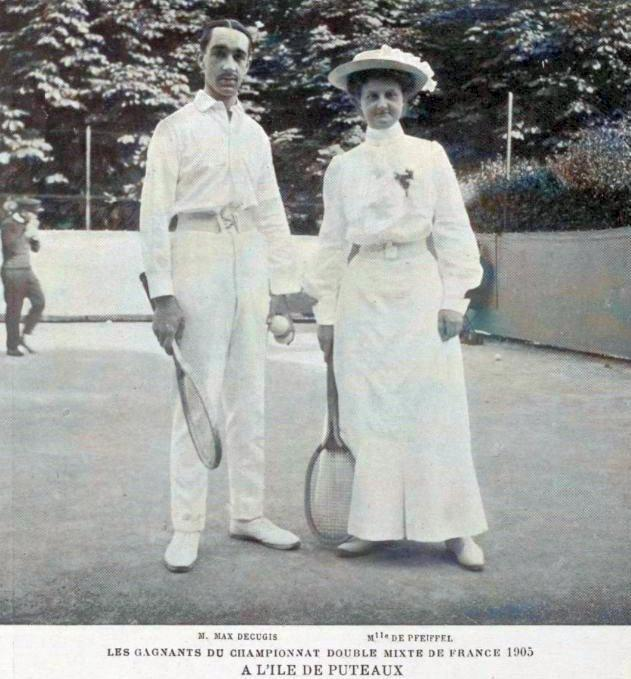
Yvonne de Pfeffel avec Max Decugis en 1905.

| No | Date       | Nom et lieu du tournoi      | Catégorie | Surface      | Partenaire   | Finalistes | Score |          |
| -- | ---------- | --------------------------- | --------- | ------------ | ------------ | ---------- | ----- | -------- |
| 1  | ??/05/1907 | Championnat de France Paris |           | Terre (ext.) | Adine Masson | NC         | NC    | Parcours |

### Titres en double mixte
| No | Date       | Nom et lieu du tournoi      | Catégorie | Surface      | Partenaire  | Finalistes                 | Score |          |
| -- | ---------- | --------------------------- | --------- | ------------ | ----------- | -------------------------- | ----- | -------- |
| 1  | ??/05/1905 | Championnat de France Paris |           | Terre (ext.) | Max Decugis | Maurice Germot Kate Gillou | NC    | Parcours |
| 2  | ??/05/1906 | Championnat de France Paris |           | Terre (ext.) | Max Decugis | NC                         | NC    | Parcours |